# Sora
|  | Per a altres significats, vegeu «Sora (desambiguació)». |

Sora és un municipi de la subcomarca del Bisaura, adscrit a la comarca d'Osona. S'ubica al límit amb el Ripollès, comarca a la qual va pertànyer fins al 1990. Està situat al centre de la regió de l'Alt Ter. Tradicionalment s'ha inclòs al Lluçanès, bé que forma un terme totalment perifèric que no té cap vinculació amb aquesta subcomarca.
| Entitat de població | Habitants (2023) |
| Sora                | 153              |
| Cussons             | 48               |
| el Serradet         | 16               |
| Font: Idescat       |                  |

Actualment, a la legislatura (2023-2027), l'alcalde és Josep Maria Isern Casaramona.

## Geografia
- Llista de topònims de Sora (Orografia: muntanyes, serres, collades, indrets..; hidrografia: rius, fonts...; edificis: cases, masies, esglésies, etc).

La vall tradicional de Sora, ocupa dos terços del terme, afluent del Ter per la dreta, verda i frondosa, té l'aspecte geogràfic de vall pre-pirinenca. L'altitud mitjana de la vall és de 700 m. però és voltada d'alts cimals (més de 1.000 al sector nord o de Sovelles, 943 m. a l'oest, sobre la Tremolosa, etc). Més al sud corre gairebé paral·lela la vall de Cussons, formada als vessants nord de la serra dels Munts (1.059 m) i afluent també del Ter i dominada per cimals, on s'han format els veïnats de Cussons, Corbatera i el Serrader, que concentren la major part de la població del terme.
Sora és un municipi eminentment rural, sense cap indústria, bé que els habitants del sector oriental del terme treballen a les indústries dels termes de Sant Quirze de Besora i Montesquiu, amb els quals es troben ben comunicats (carreteres de Sant Quirze de Besora a Berga pel collet de Sant Agustí i per Borredà. Això ha motivat el despoblament del raval o grup de cases properes a l'església parroquial de Sant Pere, que arribà a tenir 18 cases i famílies el segle xix. La nova carretera va afavorir la funció de lloc de residència i estiueig, i a la darreria del segle xx es van començar a restaurar cases velles i a fer-s'hi algunes torres i xalets.

## Història
La vall i parròquia de Sora pertanyia al monestir de Sant Joan de les Abadesses ja el 906 (és probable que li fossin donades pel comte Guifré al moment de la donació inicial). Al llarg del segle x el monestir augmentà el patrimoni, i així, en la consagració de nova església, el 960, li foren confirmats els delmes i primícies de les viles i alous d'Oriols, Sora, Engelats, Teutelda, Terradelles, Ginebrosa, Joanet, Duocastella i alou d'Odegravi, que integraven el terme de Sora. En extingir-se el monestir (1017), la darrera abadessa Ingilberga retingué en vida aquest domini, que més tard recuperà el comte de Barcelona.
El terme s'organitzà tot seguit en domini senyorial, centrat al castell de Duocastella (Doscastells), nom provinent d'una antiga vila (les poques restes es troben prop del mas Rocafiguera, i per això també és conegut per castell de Rocafiguera).
Sota domini comtal i reial (foren feudataris els Duocastella, els Freixenet i els Manlleu) fins al 1229, aquesta any passà a la comanda hospitalera de Vic, que hi erigí un dels centres de la seva comanda, intitulada en 1229-52 domus de Vico et de Duocastella; però a causa de les dificultats amb els vells castlans, cediren de nou el domini al rei.
El castell retornà a mans de cavallers seculars, els Santagustí, els Sala i els Gurb-Sarriera, i el 1628 passà per venda a Lluís Descatllat, senyor i baró de Besora. El rei feu vendes de la jurisdicció total el 1338 i el 1358, i, malgrat que els súbdits de Sora intentaren de redimir-se dels seus senyors i tornar al domini reial, no ho aconseguiren mai i estigueren sota el domini de barons fins a la fi de l'Antic Règim.
El terme de Duocastella encloïa només la parròquia de Sant Pere de Sora amb les seves sufragànies i escapaven encara de la seva jurisdicció un sector del vessant dels Munts, de la quadra de Sant Genís, i un tros del sector del Pi, del domini ripollès descrit en parlar de Sant Agustí de Lluçanès. El poblament de Sora, que superava les 70 famílies el 1330, baixà a 20 el 1380, i es mantingué estacionari fins al 1502. El 1626 tenia 24 pagesies i 15 casetes de casa i hort, i 56 famílies i 393 persones el 1747.

## Demografia[5]
| 1497 f | 1515 f | 1553 f | 1717 | 1787 | 1857 | 1877 | 1887 | 1900 | 1910 |
| ------ | ------ | ------ | ---- | ---- | ---- | ---- | ---- | ---- | ---- |
| 18     | 18     | 21     | 193  | 471  | 668  | 528  | 477  | 453  | 488  |

| 1920 | 1930 | 1940 | 1950 | 1960 | 1970 | 1981 | 1990 | 1992 | 1994 |
| ---- | ---- | ---- | ---- | ---- | ---- | ---- | ---- | ---- | ---- |
| 634  | 595  | 564  | 553  | 453  | 357  | 268  | 217  | 214  | 214  |

| 1996 | 1998 | 2000 | 2002 | 2004 | 2006 | 2008 | 2010 | 2012 | 2014 |
| ---- | ---- | ---- | ---- | ---- | ---- | ---- | ---- | ---- | ---- |
| 181  | 181  | 189  | 189  | 205  | 193  | 174  | 190  | 180  | 175  |

| 2016 | 2018 | 2020 | 2022 | 2024 | 2026 | 2028 | 2030 | 2032 | 2034 |
| ---- | ---- | ---- | ---- | ---- | ---- | ---- | ---- | ---- | ---- |
| 189  | 205  | 212  | 219  | 219  | -    | -    | -    | -    | -    |

## Les Esglésies de Sora
L'església de Sant Pere de Sora, situada a 716 m. d'altitud, al vessant esquerre de la vall del seu nom, fou refeta a partir del principi del segle xvii, l'edifici, espaiós i poc característic, fou acabat vers el 1660; el campanar es feu en dues etapes (1665-66 i 1752); el 1881 es construí la capella del Santíssim, i el 1896 es decorà l'interior.
Li fa costat la rectoria renovada el 1892. Foren sufragànies tradicionals l'església de Sant Pere del Puig, en turó al vessant esquerre de la vall de Cussons (a la carretera de Sant Quirze de Besora a Berga), edifici romànic del segle xii, d'una nau i amb absis, sense culte des del 1936, que a final del segle xx es trobava en un estat deplorable a cap a la fi del segle xx (la volta s'ensorrà quan les teules foren arrancades per a restaurar la parroquial), i l'església de Sant Pere el Pla, a la dreta de la riera de Cussons, vers els masos de l'Espadaler i Solallong, que depenia en certa manera de l'anterior i que no té culte des del principi del segle xii, englobada en el mas de Sant Pere el Pla.
L'església de Sant Joan del Noguer, aturonada a l'esquerra de la riera de Sora (sobre la carretera), prop del mas de Sant Joan, antic mas del Noguer, ja existia el 1245; és un edifici rectangular, de tradició romànica, amb porta al migdia, que es manté sencer, bé que sense culte.
L'església de Sant Miquel de Gallifa, a l'extrem meridional del terme, prop dels masos del Freixer, Gallifa i Casanova, que formen un petit veïnat, es troba al peu de la serra dels Munts, i ha pertangut tradicionalment a la parròquia de Sant Boi de Lluçanès. Antigament s'anomenava Sant Miquel de Vilaseca, i és esmentada ja el 1150; és un edifici romànic del segle xi, amb la volta modificada i un portal amb una llinda plana del segle xviii al mur de ponent; a la fi del segle xx fou restaurada, i els seus voltants foren enjardinats.

## Masies importants
Entre les importants masies del terme, de grans casals i moltes de tradició mil·lenària, hi ha Viladamunt i Viladavall (amb una capella, dedicada a l'Anunciació, existent ja el 1771), Terradelles, Casa-ramona, la Mata, Rocafiguera (amb una capella de Sant Joan documentada des del 1686), la Posa, Solallong, l'Espadaler i la Sala.